# آلزاس–لورن
آلزاس-لورن (آلمانی: Elsaß-Lothringen) بخشی از قلمروهای امپراتوری آلمان بود که در سال ۱۸۷۱ میلادی ایجاد شد.
این منطقه پس از پیروزی امپراتوری آلمان در جنگ فرانسه و پروس توسط آلمانی‌ها تصرف شد و پس از شکست آلمان در جنگ جهانی اول به فرانسه بازگشت. این منطقه بخش زیادی از استان آلزاس و شهرستان موزل در استان لورن در فرانسه کنونی را در بر می‌گرفت.